# Johann Christian Söhle
Johann Christian Söhle (* 16. November 1801 in Hamburg; † 24. Mai 1871 ebenda) war ein Hamburger Kaufmann, Bankier und Abgeordneter.

Johann Christian Söhle um 1860

## Leben
Söhle heiratete 1830 Auguste Haller, eine Schwester von Nicolaus Ferdinand Haller. Er trat 1830 in das von seinem Schwiegervater Martin Joseph Haller 1797 gegründete Bank- und Warengeschäft ein, das darauf seinen Namen in Haller, Söhle & Co. änderte. 
Söhle führte das Geschäft nach dem Tod 1852 seines Schwiegervaters zusammen mit seinem Schwager Johann Eduard Haller sehr erfolgreich fort.
Söhle war außerdem die treibende Kraft bei der Gründung der Vereinsbank, er war seit Gründung der Bank bis zu seinem Tod Vorsitzender des Aufsichtsrates, der damals Direktion genannt wurde.
Neben seiner beruflichen Tätigkeit war Söhle auf vielfältige Art in der kommunalen und kirchlichen Selbstverwaltung engagiert.
Söhle war von 1831 bis 1835 Adjunkt, von 1836 bis 1851 Hundertachtziger der St. Nikolai, dabei im Jahre 1847 Jurat und 1848 als Jurat zusätzlich Inspektor der St. Nikolaifreischule. Von 1851 bis 1862 war er Sechziger, dabei 1856 als Gotteskastenverwalter. Ab 1862 bis zum Jahre 1870 war Söhle Oberalter an St. Nikolai, er wirkte dabei von 1863 bis 1866 als Leichnamsgeschworener und war von 1867 bis 1870 Mitglied der Beede.
1871 wurde er zum Gemeindeältesten von St. Nikolai gewählt.
Im Bürgermilitär war Söhle von 1835 und 1836 Kapitän der sechsten Kompanie des dritten Bataillons, von 1837 bis 1839 wurde er zum Zweiten Major des dritten Bataillons gewählt. 
Von 1842 bis 1846 war er Mitglied der Kommission des Bürgermilitärs, von 1845 bis 1847 war er gewählter Handelsrichter. Er wirkte außerdem in unterschiedlichen Deputationen und war dabei 1852 Präses der Kämmerei und 1858 Präses der Bankkommission.
Söhle war Mitglied der Hamburger Konstituante. Von 1860 bis 1862 als Sechziger und von 1862 bis 1868, direkt gewählt, gehörte er der Hamburgischen Bürgerschaft an.
Der Hamburger Notar Martin Söhle war sein Sohn.